# 那岐村
那岐村（なぎそん）は、1889年（明治22年） - 1935年（昭和10年）、鳥取県智頭郡・八頭郡にあった村。

## 歴史

### 沿革
- 1889年（明治22年）10月1日 - 大屋村、早瀬村、真鹿野村、野原宿、奥本村、大背村、東宇塚村、西宇塚村、河津原村が合併して那岐村が成立。
- 1896年（明治29年）4月1日 - 郡制の施行により、「八上八東智頭郡役所」の管轄地域をもって八頭郡が発足。同日智頭郡廃止。
- 1935年（昭和10年）2月20日 - 八頭郡智頭町、山形村、土師村と新設合併し、改めて智頭町が発足。同日付で那岐村が廃止。

## 行政

### 村長
村長は以下の通りである。
- 谷口忠五郎
- 長石健次郎
- 高安栄次郎
- 長石甚録
- 小川和太郎
- 福安増蔵
- 国政幾蔵
- 長石正勝
- 安住實治[2]

## 経済

### 産業
産業は農産10万9900余円、林産7万8000余円、畜産5100余円、水産200余円、工産1万1300余円、生産総額20万4700余円で、1戸当り600余円、1人当り100円に上る。1931年に刊行された『自治産業発達史』によると、戸数335戸あり、内228戸は農業で、商業25戸、工業52戸、漁業1戸がある。
農業
産物は大豆、小豆、桑葉、繭、大麻、石材、丸角材、木炭など。養蚕が盛んである。『大日本篤農家名鑑 第2冊 明治43年8月』によると、那岐村の篤農家は長石、熊谷などがいた。
企業
- 酒造合資会社[1]
- 製材会社[1]

工場
- 酒造工場[1]

## 人口
1921年の戸数336、人口2133。1929年に刊行された『市町村治績録』によると、戸数335、人口2026。

## 地域

### 教育
- 那岐尋常高等小学校[2]

### 神社仏閣
- 那岐神社
- 大屋神社
- 高貴山 極楽寺（高野山真言宗）

### 公共団体
- 農事改良組合[2]
- 青年団[2]
- 自治会[2]
- 処女会[2]
- 勤勉貯蓄組合[2]
- 在郷軍人分会[2]
- 婦人会[2]
- 森林組合[2]

## 出身人物
- 安住伊三郎（安住大薬房社長、タイ国名誉領事）[5]
- 安住悦太郎（安住産業会長、安住大薬房社長、タイ国名誉副領事）[6]
- 安住忠治（農業、収入役、助役、村会議員、郡会議員）